# Jeffrey Chiesa
Jeffrey Scott Chiesa, né le 22 juin 1965 à Bound Brook, est un homme politique américain, membre du Parti républicain.

## Biographie
Né d'un père ouvrier et d'une mère enseignante, il grandit avec ses deux sœurs à Bound Brook. Diplômé de l'université Notre-Dame en 1987 et de l'université catholique d'Amérique en 1990, Jeffrey Chiesa commence une carrière d'avocat dans le contentieux civil. C'est à cette époque qu'il rencontre Chris Christie, dont il devient proche. À partir de 2002, il travaille pour le Procureur des États-Unis, aux côtés de Christie.
Après avoir dirigé l'équipe de transition de Christie lorsque celui-ci devient gouverneur du New Jersey, Chiesa occupe le psote de conseiller en chef de Christie à partir de janvier 2010. En décembre 2011, il est nommé procureur général de l'État. Il prend ses fonctions en janvier 2012. Durant son mandat, il s'attaque notamment aux sociétés qui tentent d'arnaquer les consommateurs après l'ouragan Sandy, créé une unité contre le trafic d'êtres humains, met en place un programme de rachat d'armes et poursuit une quarantaine d'hommes politiques pour corruption.
Le 6 juin 2013, il est choisi par Christie pour remplacer Frank Lautenberg, mort trois jours plus tôt à l'âge de 89 ans, au Sénat des États-Unis. Dès l'annonce de sa nomination, Chiesa affirme qu'il n'est pas candidat à l'élection d'octobre pour finir le mandat de Lautenberg. Il prête serment le 10 juin devant le vice-président Joe Biden. L'élection sénatoriale anticipée qui se tient le 16 octobre suivant voit la victoire du démocrate Cory Booker.
Après son retrait du Sénat, Chiesa retourne travailler dans un cabinet d'avocats. En novembre 2016, il est désigné par Christie pour superviser Atlantic City, dont l'État a repris le contrôle en raison des difficultés financières de la ville.